# ゲオルギー・サルダラシビリ
ゲオルギー・サルダラシビリ（გიორგი სარდალაშვილი、Giorgi Sardalashvili 2003年5月26日- ）はジョージア出身の柔道選手。階級は60kg級。

## 経歴
2021年のヨーロッパジュニア60㎏級では2位だったが、世界ジュニアで優勝した。2022年の世界ジュニアでは決勝で中村太樹に敗れて2位だったが、グランドスラム・アブダビでIJFワールド柔道ツアー初優勝を飾った。2023年の世界選手権では準々決勝で今大会優勝したスペインのフランシスコ・ガリゴスに敗れるが、その後の敗者復活戦を勝ち上がって3位になった。2024年の世界選手権では決勝で台湾の楊勇緯を技ありで破って優勝した。パリオリンピックでは5位だった。
IJF世界ランキングは4256ポイント獲得で5位(25/4/21現在)。

## 主な戦績
- 2021年 - ヨーロッパジュニア　2位
- 2021年 - 世界ジュニア　優勝
- 2022年 - グランドスラム・トビリシ　2位
- 2022年 - グランプリ・ザグレブ　3位
- 2022年 - 世界ジュニア　2位
- 2022年 - グランドスラム・アブダビ　優勝
- 2022年 - ワールドマスターズ　5位
- 2023年 - グランドスラム・トビリシ　2位
- 2023年 - 世界選手権　3位
- 2024年 -　グランドスラム・タシケント　2位
- 2024年 - 世界選手権　優勝
- 2024年 - パリオリンピック　5位
- 2025年 - ヨーロッパ選手権　優勝

(出典、)